# Tony Chu, détective cannibale
Pour les articles homonymes, voir Chew.
Tony Chu, détective cannibale (Chew) est une série de comics américains à propos de Tony Chu, un agent de la FDA qui résout des crimes à l’aide de retours psychiques provoqués par l’ingurgitation de n’importe quelle substance comestible, y compris des morceaux de corps humain. Chew est publié par Image Comics aux États-Unis et par Delcourt en France.

## Synopsis
Dans un monde où la consommation de viande de volaille a été interdite à la suite de la grippe aviaire, Tony Chu, agent de la Répression des Aliments et Stupéfiants (RAS, Food and Drug Administration dans la version originale) lutte contre le crime. Plus spécifiquement, il lutte contre le trafic de poulet. Pour mener à bien ses enquêtes, il bénéficie d'un avantage. En effet, Tony est « cibopathe » : cela signifie qu'il est en mesure de retracer l'histoire des aliments qu'il mange.

## Personnages
- Anthony Chu : le personnage principal. Grâce à ses facultés de cibopathe, il est recruté par la RAS pour enquêter sur des affaires liées au trafic de volaille.
- John Colby : le coéquipier de Tony lorsqu'il était policier.
- Mason Savoy : un membre de la RAS lui aussi cibopathe. C'est le coéquipier de Tony à la RAS.
- Mike Applebee : c'est le supérieur de Tony et Mason. Il déteste Tony.
- Chow Chu : le frère de Tony. Il présentait une émission culinaire à la télévision mais a été viré après avoir disjoncté à l'antenne.
- Amelia Mintz : Amelia, journaliste culinaire, est une « saboscrivner », c'est-à-dire qu'elle peut décrire la nourriture de façon si réaliste qu'on a l'impression de la goûter en lisant son texte. C'est la petite amie de Tony.

## Parutions
| Tome | Titre anglais        | Date de Parution | Titre français           | Date de Parution |
| ---- | -------------------- | ---------------- | ------------------------ | ---------------- |
| 1    | A Taster's Choice    | Novembre 2009    | Goût décès               | Septembre 2010   |
| 2    | International Flavor | Avril 2010       | Un goût de Paradis       | Mars 2011        |
| 3    | Just Desserts        | Decembre 2010    | Croque-mort              | Février 2012     |
| 4    | Flambé!              | Septembre 2011   | Flambé !                 | Septembre 2012   |
| 5    | Major League Chew    | Avril 2012       | Première ligue           | Février 2013     |
| 6    | Space Cakes          | Janvier 2013     | Space Cakes              | Juin 2013        |
| 7    | Bad Apples           | Juin 2013        | Dégoûts et des douleurs… | Décembre 2013    |
| 8    | Family Recipes       | Mars 2014        | Recettes de famille      | Juin 2014        |
| 9    | Chicken Tenders      | Février 2015     | Tendre poulet            | Avril 2015       |
| 10   | Blood puddin'        | Août 2015        | Bouffer Froid            | Décembre 2015    |
| 11   | The last suppers     | Mai 2016         | La Grande bouffe         | Aout 2016        |
| 12   | Sour grapes          | Janvier 2017     | Le dernier repas         | Février 2017     |

Source : bedetheque.com,

## Prix et récompenses
- 2010 : Prix Eisner de la meilleure nouvelle série
- 2010 : Prix Harvey de la meilleure nouvelle série
- 2011 : Prix Eisner de la meilleure série